# Humble Pie (album)
Humble Pie è il terzo album degli Humble Pie, pubblicato dalla A&M Records nel luglio 1970.
Dopo la pubblicazione dell'album, Peter Frampton abbandonò il gruppo per intraprendere una (fortunata) carriera musicale in proprio (sostituito da Clem Clempson).

## Tracce
Lato A
1. Live with Me – 7:55 (Humble Pie)
2. Only a Roach – 2:49 (Jerry Shirley)
3. One Eyed Trouser-Snake Rumba – 2:51 (Humble Pie)
4. Earth and Water Song – 6:18 (Peter Frampton)

Durata totale: 19:53
Lato B
1. I'm Ready – 4:59 (Willie Dixon (testo), Humble Pie (musica))
2. Theme from Skint (See You Later Liquidator) – 5:43 (Steve Marriott)
3. Red Light Mamma, Red Hot! – 6:16 (Steve Marriott (testo), Humble Pie (musica))
4. Sucking on the Sweet Vine – 5:46 (Greg Ridley)

Durata totale: 22:44

## Formazione
- Peter Frampton - chitarra, tastiere, voce
- Steve Marriott - chitarra, tastiere, voce
- Greg Ridley - basso, chitarra, voce
- Jerry Shirley - batteria, chitarra, voce

Musicisti aggiunti
- B.J. Cole - chitarra steel
- Willie (Willie Wilson) - batteria (brano: Only a Roach)